# Giải Phổ học Edgar Bright Wilson
Giải Phổ học Edgar Bright Wilson là một giải thưởng của Hội Hóa học Hoa Kỳ, được trao hàng năm cho những người có "thành tựu xuất sắc trong khoa Phổ học cơ bản hay Phổ học ứng dụng trong Hóa học".
Giải này được trao lần đầu năm 1997 và được đặt theo tên nhà Hóa lý và nhà Phổ học tiên phong người Mỹ Edgar Bright Wilson.

## Các người đoạt giải
- 2014 Richard P. Van Duyne
- 2013 Steven G. Boxer
- 2012 Robert W. Field
- 2011 Veronica Vaida
- 2010 George W. Flynn
- 2009 Paul F. Barbara
- 2008 Jack H. Freed
- 2007 Michael D. Fayer
- 2006 Donald H. Levy
- 2005 Eizi Hirota
- 2004 James K.G. Watson
- 2003 Marilyn E. Jacox
- 2002 Takeshi Oka
- 2001 William A. Klemperer
- 2000 Ad Bax
- 1999 Richard N. Zare
- 1998 Robin M. Hochstrasser
- 1997 Ahmed Zewail